# Emanuel Couto
Emanuel Couto (Guarda, 6 agosto 1973) è un ex tennista portoghese.

## Carriera
In carriera ha vinto un titolo di doppio. In doppio ha raggiunto la 91ª posizione della classifica ATP, mentre in singolare ha raggiunto il 174º posto.
In Coppa Davis ha disputato un totale di 39 partite, collezionando 24 vittorie e 15 sconfitte. Per la sua dedizione nel rappresentare il proprio Paese nella competizione è stato insignito del Commitment Award.

## Statistiche

### Doppio

#### Vittorie (1)
| Numero | Anno           | Torneo             | Superficie  | Compagno      | Avversari in finale         | Punteggio     |
| 1.     | 16 giugno 1996 | Oporto Open, Porto | Terra rossa | Bernardo Mota | Joshua Eagle Andrew Florent | 4-6, 6-4, 6-4 |

### Doppio

#### Finali perse (1)
| Numero | Anno          | Torneo                           | Superficie  | Compagno           | Avversari in finale            | Punteggio |
| 1.     | 27 marzo 1995 | Grand Prix Hassan II, Casablanca | Terra rossa | João Cunha e Silva | Tomás Carbonell Francisco Roig | 4-6, 1-6  |